# Parnoy-en-Bassigny
Parnoy-en-Bassigny ist eine französische Gemeinde mit 285 Einwohnern (Stand 1. Januar 2022) im Département Haute-Marne in der Region Grand Est; sie gehört zum Arrondissement Langres.

## Geografie
Parnoy-en-Bassigny liegt vier Kilometer nördlich der Maas-Quelle und rund 40 Kilometer ostsüdöstlich der Stadt Chaumont im Südosten der Landschaft Bassigny.

## Geschichte
Die Mechanisierung der Landwirtschaft führte zu einer starken Abwanderung im späten 19. Jahrhundert und im 20. Jahrhundert. Parnoy-en-Bassigny Teil der Bailliage de Langres innerhalb der königlichen Provinz Champagne. Der Ort gehörte von 1793 bis 1801 zum District Bourbonne. Zudem von 1793 bis 1801 zum Kanton Parnot und seit 1801 zum Kanton Bourbonne-les-Bains. Zwischen 1790 und 1794 wurde die Gemeinde Morimont, 1973 die Gemeinde Fresnoy-en-Bassigny (1968:216 Einwohner) eingegliedert. Bis 1973 trug die Gemeinde den Namen Parnot, seither den heutigen Namen.

## Bevölkerungsentwicklung
| Jahr                       | 1962 | 1968 | 1975 | 1982 | 1990 | 1999 | 2006 | 2012 | 2019 |
| Einwohner                  | 298  | 248  | 388  | 352  | 338  | 310  | 315  | 299  | 288  |
| Quellen: Cassini und INSEE |      |      |      |      |      |      |      |      |      |

## Sehenswürdigkeiten
- Schloss Fresnoy aus dem 18. Jahrhundert, seit 1987 als Monument historique eingeschrieben
- Kirche Notre-Dame-de-la-Nativité in Parnot (erbaut 1776)[1]
- Kirche Notre-Dame-de-la-Nativité in Fresnoy-en-Bassigny (16. Jahrhundert; Sakristei 18. Jahrhundert),[2] seit 1925 als Monument historique eingeschrieben
- Ruinen der Abtei von Morimond mit Kapelle Sainte-Ursule, seit 1925 als Monument historique eingeschrieben
- Kapelle Notre-Dame des Ruaux
- Wegkreuz Croix du Grand Patis
- Weitere Wegkreuze in Fresnoy und Parnot